# Commission de l'éthique en science et en technologie
La Commission de l'éthique en science et en technologie est un organisme relevant de la ministre de l'Économie, de la Science et de l'Innovation du Québec.
La Commission a pour fonction de conseiller le ministre sur toute question relative aux enjeux éthiques liés à la science et à la technologie. La Commission a également pour fonction de susciter la réflexion sur les enjeux éthiques liés à la science et à la technologie,.
Elle est actuellement présidée par M. Luc Bégin, professeur titulaire à la Faculté de philosophie de l'Université Laval.

## Institution
La Commission de l'éthique en science et en technologie a été créée le 1er juillet 2011,.
La Commission de l'éthique en science et en technologie est en fait la continuation de la Commission de l'éthique de la science et de la technologie du Conseil de la science et de la technologie. Sur demande du ministre délégué à la Recherche, à la Science et à la Technologie, le Conseil de la science et de la technologie se dote, le 6 octobre 2001, d'une Commission de l'éthique de la science et de la technologie. Bien que cette commission dépendait administrativement du Conseil, celui-ci lui accordait une indépendance dans son fonctionnement. La Commission publie ses premiers avis vers 2003. En 2011, dans la foulée d'une restructuration de certains organismes publics, l'Assemblée nationale abolit le Conseil de la science et de la technologie (et, du coup, sa Commission de l'éthique de la science et de la technologie) et intègre ses activités dans le ministère du Développement économique, de l'Innovation et de l'Exportation. En même temps, l'Assemblée crée la Commission de l'éthique en science et en technologie, en tant qu'organisme distinct.

## Composition
La Commission se compose de treize membres, dont un président, nommés par le gouvernement. Ces membres possèdent une expertise en éthique et proviennent des milieux de la recherche universitaire et industrielle, dans les domaines des sciences sociales et humaines, des sciences naturelles et du génie et des sciences biomédicales, du milieu de l’éthique, des milieux de pratiques et de la société civile.
Le gouvernement peut également nommer un observateur auprès de la Commission; celui-ci participe aux réunions de la Commission, mais sans avoir droit de vote.
Pour soutenir la réflexion qui entoure la production des avis, la Commission fait appel à des groupes d'experts dont la composition varie en fonction du sujet de l'avis, mais comprend toujours des membres de la Commission, dont le président du comité de travail.

## Publications de la Commission[9],[10],[11]

### 2017
- Avis - La ville intelligente au service du bien commun : lignes directrices pour allier l’éthique au numérique dans les municipalités au Québec

### 2016
- Avis - Enjeux éthique liés au trading haute fréquence
- Supplément - Enjeux éthiques liés au don d'organes en contexte d'aide médicale à mourir

### 2014
- Avis - La télésanté clinique au Québec : un regard éthique
- Avis - Les soins de santé « personnalisés » : prudence et balises

### 2013
- Rapport - Situation de la recherche gouvernementale au Québec. Enquête qualitative auprès de chercheurs à l'emploi ou à contrat avec le Gouvernement du Québec

### 2011
- Supplément - Enjeux éthiques des nanotechnologies dans le secteur agroalimentaire

### 2010
- Documents de réflexion - Mourir dans la dignité
  - Mourir dans la dignité : des précisions sur les termes et quelques enjeux éthiques
  - Mourir dans la dignité : sept questions sur la fin de vie, l’euthanasie et l’aide au suicide

### 2009
- Avis - Médicaments psychotropes et usages élargis : un regard éthique
- Avis - Éthique et procréation assistée: des orientations pour le don de gamètes et d'embryons, la gestation pour autrui et le diagnostic préimplantatoire
- Supplément - Regard éthique sur les technologies de restriction de l’utilisation génétique

### 2008
- Avis - Viser un juste équilibre: un regard éthique sur les nouvelles technologies de surveillance et de contrôle à des fins de sécurité